# Teatro Condal
Il Teatro Condal è un teatro di Barcellona situato al numero 91 dell'Avinguda del Paral·lel. Inaugurato dal 1903, è tuttora in attività, in un edificio rinnovato.

## Storia
Fu inaugurato il 7 maggio 1903 come Gran Teatre Onofri, prendendo il nome dai fratelli Onofri che vi tenevano spettacoli circensi e di pantomima.
Il teatro non riscosse il successo sperato e l'impresario, Manuel Suñer, fu costretto a vendere il locale, che venne ridenominato Gran Teatro Condal e fu ristrutturato nel 1909. 
A partire dal 1911 fu utilizzato anche come cinematografo. Dopo la guerra civile spagnola, cambiò il nome in Cine Condal. 
Il teatro originale, che conteneva la platea e una galleria, fu trasformato in due locali separati: al piano terra fu ricavata una sala da bingo e il piano superiore, che originariamente 
ospitava la galleria, divenne la nuova platea.
Nel 1983, la proprietà convertì definitivamente la struttura in uno spazio destinato ai soli spettacoli teatrali e qualche anno dopo, nel 1992, la gestione passò in carico al Grup Focus. 
La programmazione consiste in commedie di qualità destinate al grande pubblico. 
Nel 1984 ha ospitato la prima assoluta della commedia Spleen di Xavier Benguerel i Godó, su libretto di Lluís Permanyer e scenografia di Joan-Josep Tharrats i Vidal.
Ha allestito rappresentazioni teatrali di grande successo tra cui Il vizietto, Mamaaa! e Matar al Presidente, interpretati dalla coppia  Paco Morán-Joan Pera, Politicamente scorretto, La cena dei cretini, Io, due figlie, tre valigie e Il malato immaginario.
La sala attuale ha una capienza di 697 posti, su un'unica platea inclinata.